# 施万施泰滕
施万施泰滕是德国巴伐利亚州的一个市镇。总面积32.40平方公里，总人口7362人，其中男性3558人，女性3804人（2011年12月31日），人口密度227人/平方公里。